# Husein Memić
Husein Memić, cyr. Хусеин Мемић (ur. 24 marca 1983 w Novim Pazarze) – serbski polityk, wiceprzewodniczący Demokratycznej Partii Sandżaku (SDP), od 2022 minister turystyki i młodzieży.

## Życiorys
W młodości trenował piłkę ręczną w klubie sportowym z Noviego Pazaru. Ukończył szkołę średnią w rodzinnej miejscowości, kształcił się na wydziale wychowania fizycznego. Uzyskał magisterium z turystyki i gastronomii oraz uprawnienia licencjonowanego przewodnika turystycznego. Był organizatorem festiwalu muzycznego „World Music Fest Zeman”. Wchodził w skład zarządu miejskiej organizacji turystycznej, a w 2012 został dyrektorem centrum kulturalnego w Novim Pazarze.
Współpracownik Rasima Ljajicia, lidera ogólnokrajowej Socjaldemokratyczną Partią Serbii. Działacz powiązanej z tą formacją Demokratycznej Partii Sandżaku, reprezentującą mniejszość boszniacką. W latach 2016–2020 kierował jej miejskim komitetem, a w 2018 został wiceprzewodniczącym SDP.
W październiku 2022 dołączył do trzeciego rządu Any Brnabić, obejmując w nim stanowisko ministra turystyki i młodzieży. Pozostał na tej funkcji w utworzonym w maju 2024 gabinecie Miloša Vučevicia oraz w powołanym w kwietniu 2025 rządzie Đura Macuta.